# Обыкновенный слепыш
Обыкновенный слепыш, или южно-русский слепыш, или малоглазый слепыш (лат. Spalax microphthalmus) — млекопитающее рода Слепыши отряда Грызунов, ведущее подземный образ жизни.

## Внешний вид
Относительно крупный грызун — длина тела взрослых особей 20—32 см, вес до 700 граммов и более. Тело вытянутое, цилиндрической формы, без выраженной шеи. Конечности сильно укорочены, хвост редуцирован и скрыт под кожей. Голова уплощённая, широкая (шире любой части туловища), по форме сверху похожа на штык лопаты. Глаза в значительной степени редуцированы и скрыты под кожей. Наружное ухо представлено в виде небольшого валика, скрытого под мехом. Носовой отдел покрыт голым роговым чехлом и окрашен, как правило, в чёрный или бурый цвет. Передние резцы крупные, далеко выдающиеся за пределы ротовой полости и хорошо заметные. Общий тон окраски меха — палево-серо-бурый, между отдельными особями имеет место существенная изменчивость окраски.

## Распространение
Ареал — степная и лесостепная зона России и Украины между Днепром и Волгой, а также в Молдавии. Южная граница ареала ограничивается Кавказским хребтом. Распространен на участках, занятых травянистой растительностью, в лесные массивы далеко не углубляется, хотя и встречается на опушках, в лесополосах, на полянах и вдоль лесных дорог. На распаханных участках численность популяции снижается, особи концентрируются на сенокосно-пастбищных угодьях, вблизи балок, на межах между полей.

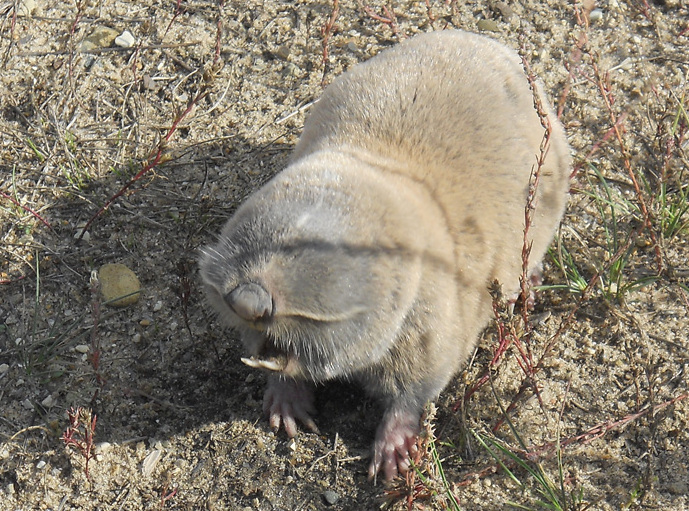

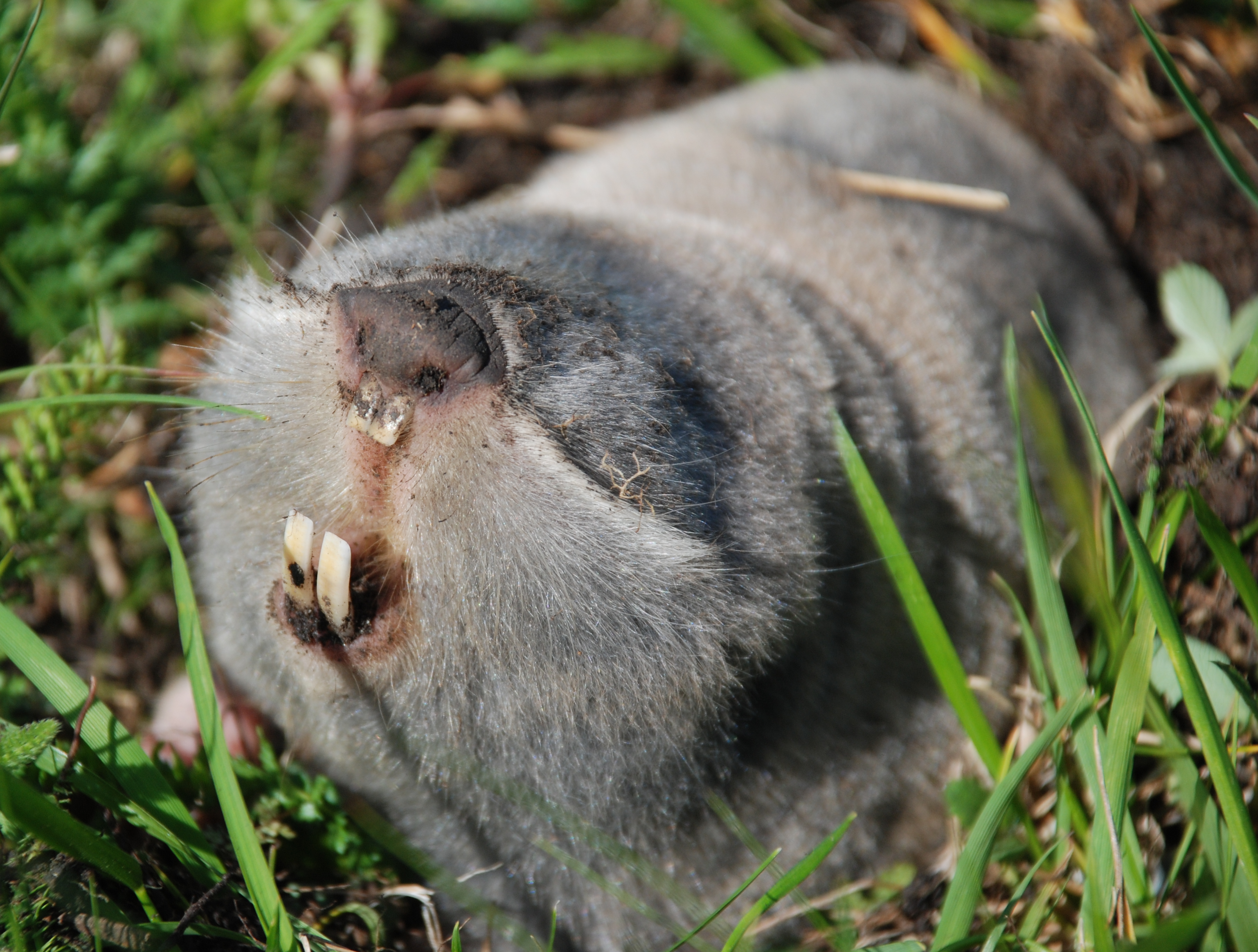

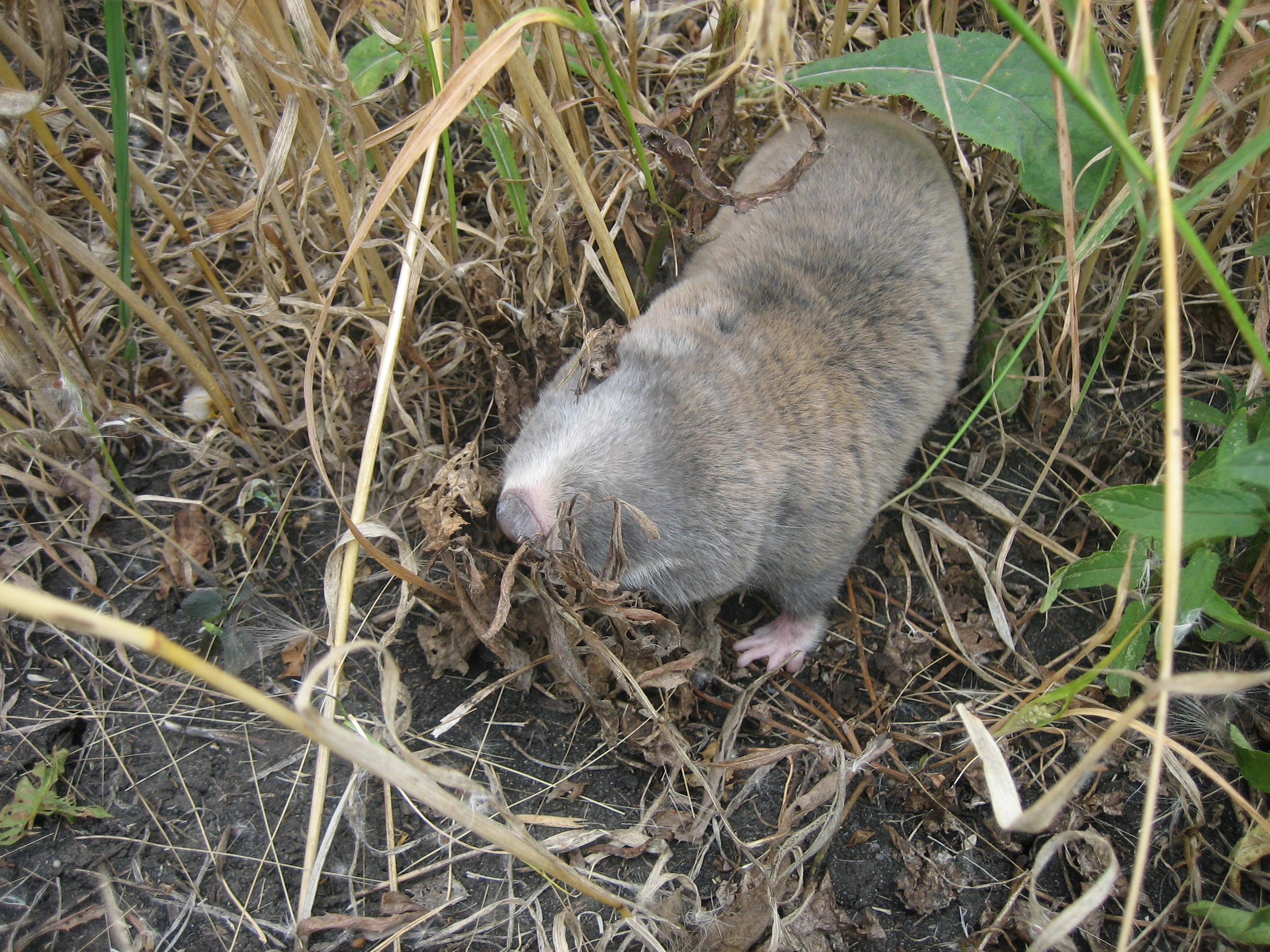

## Образ жизни
Зверёк ведёт исключительно подземный образ жизни, выходя на поверхность в редких случаях. Создаёт протяжённую сильноразветвлённую систему нор, состоящую, как правило, из двух ярусов, из которых наиболее протяжённым является верхний «кормовой», залегающий на глубине около 20—25 см. Кроме кормового яруса, устраивает систему летних и зимних гнезд, а также хранилищ корма, соединённых вторым, более глубоким (до 3—4 метров) ярусом ходов. При копке ходов слепыш разрыхляет почву при помощи резцов, отбрасывая затем её лапами и перемещая в дальнейшем на поверхность почвы, где образуются характерные т. н. «слепышины» — кучи выброшенной земли существенных размеров (около 50 см в диаметре, вес выброшенной земли в одной слепышине составляет около 10 кг). Площадь кормового участка одной взрослой особи составляет 0,02—0,09 гектаров, длина кормовых ходов варьируется в широких пределах и может составлять до 450 и более метров на особь.
Плотность популяций также варьируется очень широко, достигая 20 и более особей на гектар. В многолетнем разрезе, плотность популяции довольно стабильна и не подвержена резким колебаниям. Оптимальная плотность популяции — 3 особи на гектар, при падении численности до 1,8—1,1 особи на гектар велик риск деградации популяции. Изменение численности популяции возможно при существенном изменении условий внешней среды, в частности, негативное воздействие оказывают засухи, периоды повышенного увлажнения, а также распашка земель.
Обыкновенный слепыш — строго растительноядное животное, основу его питания составляют корневища, луковицы и клубни растений. Весной и в начале лета в пищу также активно используются и надземные части растений (стебли и листья). Спектр кормовых растений составляет несколько десятков видов, среди которых преобладают сложноцветные, зонтичные и бобовые. К зиме зверёк делает крупные (более 10 кг) запасы.
Слепыш активен круглый год, не впадает в спячку, хотя к зиме его активность резко снижается. В суточном разрезе наиболее активны ночью и во второй половине дня. Взрослые особи живут обособленно, проявляя сильную агрессию в отношении к сородичам (при невозможности отступления столкновения, как правило, заканчиваются смертельным исходом). В то же время популяция имеет определённую социальную структуру, состоящую из семейных групп (самец и 1—2 самки), норы представителей которых соединены либо расположены вблизи. Семейные группы устойчивы и распадаются лишь при смерти одного из партнеров. Около половины самцов живут вне семейных групп, исключаясь, таким образом, из процесса размножения. Живут слепыши для грызунов довольно долго, средняя продолжительность поколения составляет 2,5—4 года, отдельные особи живут до 9 лет. Выживаемость молодняка высокая, около половины и более особей.

## Размножение
Ежегодно в семейной группе размножается только одна самка; если в группе две самки, то весной самец покидает участок размножающейся самки и образует пару с той самкой, которая будет размножаться в следующем году. Детеныши рождаются с конца февраля до середины мая. В выводке 2—3 детеныша. Основной репродуктивный вклад вносят самки в возрасте 3—7 лет. С конца мая начинается расселение молодых зверьков из выводков, частично по поверхности, частично под землей, расселение продолжается до осени. Молодые самцы преимущественно расселяются на втором году жизни и в основном под землей, самки — на первом году и зачастую по поверхности, что приводит к большей смертности самок на первом году жизни. Дальность расселения варьирует от нескольких десятков до нескольких сотен метров.

## Естественные враги
По причине подземного образа жизни естественных врагов у слепышей немного, главный из них — степной хорь, способный добывать слепыша в норах. Расселяющийся по поверхности молодняк является объектом охоты лисицы и крупных хищных птиц. Из паразитов отмечены клещи, блохи и гельминты.

## Взаимоотношения с человеком
Может вредить сельскохозяйственным культурам, особенно на огородах и приусадебных участках (более всего страдают картофель, морковь, лук и луковичные цветы). Повреждает посевы кукурузы, бобовых, древесных растений (поедает прорастающие семена и молодые растения). Выбросы земли могут затруднять проведение полевых работ (особенно механизированное скашивание многолетних трав на сено), а также портят полевые дороги. В связи с подземным образом жизни, борьба со зверьком затруднена (главным образом, используются механические ловушки и отпугивающие устройства) и зачастую малоэффективна.

## Природоохранный статус
Обычный, достаточно многочисленный вид, в целом не нуждающийся в охране, за исключением локальных, изолированных популяций преимущественно в северной части ареала. Из антропогенных факторов, на численность вида негативно влияет распашка земель, применение мелиораций и средств защиты растений.